# Bartlett (North Dakota)
Bartlett ist ein fast verlassenes Dorf im gleichnamigen Township des Ramsey Countys in Norddakota.
Der Ort Bartlett entstand im Herbst 1882, als die St. Paul, Minneapolis, and Manitoba Railway ihre Eisenbahnstrecke bis zu diesem Punkt baute. Einige Monate lang war Bartlett damit der Endbahnhof und florierte. Im Ort sollen bis zu 1000 Menschen gelebt haben, Bartlett soll zu damals etwa 250 Gebäude und 21 Saloons gehabt haben. Der Name geht auf den Grundeigentümer Frank Bartlett zurück.
Als die Eisenbahn verlängert, Devils Lake zum Verwaltungssitz bestimmt und der neue Ort Lakota gegründet wurde, verlor Bartlett schlagartig an Bedeutung. Viele Menschen zogen nach Devils Lake oder Lakota, in Bartlett blieben einige Geschäfte und etwa 25 Häuser zurück. 1904 gründete sich Bartlett als Village, aber auch in den folgenden Jahrzehnten schrumpfte der Ort weiter. 1975 wurde das Postamt geschlossen. Im August 1977 wurde auch die Gemeinde aufgelöst. Heute stehen nur noch wenige Gebäude in Bartlett.